# Linea Meitetsu Gamagōri
La linea Meitetsu Gamagōri (名鉄蒲郡線?, Meitetsu Gamagōri-sen) è una ferrovia suburbana a scartamento ridotto che collega le stazioni di Kira-Yoshida, a Nishio, e Gamagōri, nella città omonima, nella prefettura di Aichi, in Giappone. La linea è gestita dalle Ferrovie di Nagoya.

## Dati principali
- Lunghezza: 17,6 km
- Numero di stazioni: 10
- Scartamento: 1,067 mm
- Binari: tutta la linea è a binario singolo
- Elettrificazione: 1,500 V CC
- Sistema di blocco: automatico
- Velocità massima: 85 km/h

## Servizi
La linea ha servizi esclusivamente locali che fermano in tutte le stazioni, con due treni all'ora aventi tempi di percorrenza di 28-30 minuti circa.

## Stazioni
- Tutte le stazioni si trovano nella prefettura di Aichi
- Vengono effettuati solo treni locali (普通列車?, Futsū ressha)

Legenda
Binari (tutta la linea è a binario singolo): "｜": i treni non possono incrociarsi; "◇", "∧": i treni possono incrociarsi
| Stazione              | Giapponese   | Distanza interst. | Distanza totale | Collegamenti                                | Binari | Posizione |
| --------------------- | ------------ | ----------------- | --------------- | ------------------------------------------- | ------ | --------- |
| Kira-Yoshida          | 吉良吉田     | -                 | 0.0             | ■ Linea Meitetsu Nishio                     | ◇      | Nishio    |
| Mikawa-Toba           | 三河鳥羽     | 3.2               | 3.2             |                                             | ◇      | Nishio    |
| Nishi-Hazu            | 西幡豆       | 1.5               | 4.7             |                                             | ◇      | Nishio    |
| Higashi-Hazu          | 東幡豆       | 2.3               | 7.0             |                                             | ◇      | Nishio    |
| Kodomonokuni          | こどもの国   | 1.9               | 8.9             |                                             | ｜     | Nishio    |
| Nishiura              | 西浦         | 1.6               | 10.5            |                                             | ◇      | Gamagōri  |
| Katahara              | 形原         | 1.2               | 11.7            |                                             | ◇      | Gamagōri  |
| Mikawa-Kashima        | 三河鹿島     | 1.8               | 13.5            |                                             | ｜     | Gamagōri  |
| Gamagōri-Kyōteijō-Mae | 蒲郡競艇場前 | 1.8               | 15.3            | ■ Linea principale Tōkaidō (Mikawa-Shiotsu) | ｜     | Gamagōri  |
| Gamagōri              | 蒲郡         | 2.3               | 17.6            | ■ Linea principale Tōkaidō                  | ∧      | Gamagōri  |